# Lorenzo Fernández
Lorenzo Fernández (ur. 20 maja 1900 w Montevideo, zm. 16 listopada 1973 tamże), urugwajski piłkarz, środkowy pomocnik. Mistrz świata z roku 1930.
W reprezentacji Urugwaju w latach 1925–1935 rozegrał 31 spotkań i strzelił 4 bramki. Podczas MŚ 30 zagrał we wszystkich czterech meczach Urugwaju. Był wówczas piłkarzem CA Peñarol. Grał także w Wanderers oraz Nacional. Wcześniej, w 1928, zdobył złoty medal igrzysk w Amsterdamie. Dwukrotnie triumfował w Copa América (1926 i 1935). Z Peñarolem i Nacionalem wielokrotnie był mistrzem kraju (1928, 1929, 1932, 1933, 1934, 1939, 1940 i 1941).